# Aftelbaarheidsaxioma
Aan een topologische ruimte worden soms aanvullende voorwaarden opgelegd om sterkere eigenschappen te kunnen bewijzen. De aftelbaarheidsaxioma's zijn dergelijke voorwaarden, die alle te maken hebben met het bestaan van bases die in zekere zin uit "weinig" open verzamelingen bestaan.

## Eerste aftelbaarheidsaxioma: A1
Een topologische ruimte {\displaystyle (X,{\mathcal {T}})} heet eerst-aftelbaar of {\displaystyle A_{1}} als ieder punt een aftelbare lokale basis heeft. Dat houdt in dat er voor elke {\displaystyle x\in X} aftelbaar veel open verzamelingen {\displaystyle V_{n}\in {\mathcal {T}}} zijn, waarvoor geldt:
- voor alle {\displaystyle n\in \mathbb {N} } is {\displaystyle x\in Vn}
- elke open omgeving {\displaystyle U} van {\displaystyle x} bevat een van de {\displaystyle V_{n}} als deelverzameling.

## Tweede aftelbaarheidsaxioma: A2
Een topologische ruimte {\displaystyle (X,{\mathcal {T}})} heet tweedst-aftelbaar (soms: tweede-aftelbaar) of {\displaystyle A_{2}} als ze een aftelbare basis heeft:
{\displaystyle \exists \left\{V_{n}\in {\mathcal {T}}\mid n\in \mathbb {N} \right\},\forall x\in X,\forall U\in {\mathcal {T}}:x\in U\implies \exists n\in \mathbb {N} :x\in V_{n}\subset U}
Dit is duidelijk sterker dan {\displaystyle A_{1}}: elke tweedst-aftelbare ruimte is eerst-aftelbaar.

## Voorbeelden
Elke (topologie afkomstig van een) metrische ruimte {\displaystyle X} is {\displaystyle A_{1}}. Neem bijvoorbeeld als lokale basis in {\displaystyle x\in X} de open bollen met middelpunt {\displaystyle x} en straal {\displaystyle 1/n}, voor {\displaystyle n\in \mathbb {N} ,n\neq 0}
{\displaystyle B(x,{\tfrac {1}{n}})=\{y\in X\mid d(x,y)<{\tfrac {1}{n}}\}}
Niet iedere metrische ruimte is {\displaystyle A_{2}}, maar een compacte metrische ruimte is in elk geval wel {\displaystyle A_{2}}: wegens compactheid kan de ruimte voor elke {\displaystyle n\in \mathbb {N} } overdekt worden met een eindig aantal open bollen met straal {\displaystyle 1/n}; de vereniging van deze open bollen voor alle {\displaystyle n} vormt een aftelbare basis.
De reële getallen, en algemener {\displaystyle \mathbb {R} ^{n}}, zijn eveneens {\displaystyle A_{2}}. Neem bijvoorbeeld als aftelbare basis de open intervallen (in {\displaystyle \mathbb {R} ^{n}}: cartesische producten van open intervallen) waarvan de eindpunten rationale getallen zijn.

## Metriseerbaarheid
Het eerste voorbeeld hierboven is niet toevallig gekozen. Onder de topologische ruimten worden degenen die van metrische ruimten afkomstig zijn, gekenmerkt door bijzondere scheidingsaxiomas en aftelbaarheidsaxiomas.

### Metriseerbaarheidsstelling van Urysohn
De metriseerbaarheidsstelling van Urysohn garandeert dat bij een topologische ruimte die tweedst-aftebaar ({\displaystyle A_{2}}) en normaal is, de topologie afkomstig is van een metriek.

### Sigma-lokaal-eindige-basis
Het bestaan een sigma-lokaal-eindige basis is een scheidingsaxioma ({\displaystyle A_{\sigma }}) dat tussen {\displaystyle A_{1}} en {\displaystyle A_{2}} in ligt.
- Een topologische ruimte die aan {\displaystyle A_{2}} voldoet, is ook {\displaystyle A_{\sigma }}.
- Een topologische ruimte die aan {\displaystyle A_{\sigma }} voldoet, is ook {\displaystyle A_{1}}.

Kort gezegd:
{\displaystyle A_{2}\implies A_{\sigma }\implies A_{1}}
De hoofdstelling over de metriseerbaarheid van topologische ruimten is genoemd naar Smirnov, Nagata en Bing. Ze karakteriseert volledig de metriseerbare topologische ruimten:
Een topologische ruimte is metriseerbaar dan en slechts dan als ze normaal is en beschikt over een sigma-lokaal-eindige basis.

### Metriseerbaarheid in de functionaalanalyse
Voor een topologische vectorruimte is {\displaystyle A_{1}} reeds voldoende om metriseerbaarheid te garanderen.

## Limieten van rijen
De topologie van een {\displaystyle A_{1}}-ruimte wordt volledig gekenmerkt door de convergentie van oneindige rijen: de afsluiting van een gegeven deelverzameling bestaat namelijk uit alle limieten van rijen in die deelverzameling.
Voor willekeurige topologische ruimten is dit niet gegarandeerd; er bestaat evenwel een veralgemeend rijbegrip (Moore-Smithrijen, zie netten) dat de afsluiting kenmerkt als de verzameling limieten.